# Гаджи (буква)

33 буквы бирманского письма

Гаджи (большое «га») — четвёртая буква бирманского алфавита. Произносится также, как и гангэ, но применяется при записи слов, пришедших из пали, вместо индийской буквы, обозначающей звонкий придыхательный звук «Гха». В сингальском пали соответствует букве махапрана гаянна, в тайском пали соответствует букве кхоракханг (ฆ). В бирманском словаре на гаджи начинается всего несколько слов, заимствованых из пали.